# فروع دین
فروع دین در اسلام شیعه دوازده امامی اعمال ده‌گانه‌ای هستند که مسلمانان شیعه باید به انجام برسانند: نماز، روزه، زکات، خمس، حج، جهاد، امر به معروف، نهی از منکر، تولّی و تبرّی.
فروع دین در اصطلاح شیعه دوازده امامی بر مسائلی گفته می‌شود که به عمل و عبادات مربوط است. به‌طور کلی احکام شرعی اسلام یا متعلق به عمل و طاعات است یا متعلق به معرفت و اعتقاد، قسمت اول را احکام فرعی یا عملی و قسمت دوم را احکام اصلی یا اعتقادی می‌گویند.

## فروع دین
از نظر فقه شیعه فروع دین یا احکام سه بخش است که بشرح زیر می‌باشد:
1. احکام عبادی (عبادات)
2. معاملات (عقود و ایقاعات)
3. سیاسات[۴][۵]

### عبادات
۱- نماز (صلاة) ۲- روزه (صوم) ۳- خمس ۴- زکات ۵- حج ۶- جهاد ۷- امر به معروف ۸- نهی از منکر ۹- تولی ۱۰- تبری

### معاملات
عقود: بیع - اجاره - رهن - امانت - نکاح - قرض - وصیت - عاریه - شرکت - وقف - وکالت - جعاله - مزارعه - مساقات - سلف - سلم - مضاربه
ایقاعات: طلاق - سوگند - ایلاء

### سیاسات
قصاص - حدود - تعزیرات - دیات

## عمل به فروع دین
شخص مکلّف در دین اسلام برای عمل به فروع دین یا باید درجه اجتهاد رسیده باشد و طبق فتوای خود عمل کند یا طریقه‌ی احتیاط را پیش بگیرد یا از مجتهد تقلید کند.